# Stephy Mavididi
Stephy Alvaro Mavididi (Derby, 31 maggio 1998) è un calciatore inglese di origini congolesi, attaccante o ala del Leicester City.

## Caratteristiche
È un attaccante nato come prima punta e successivamente adattato nel ruolo di ala sinistra; è dotato di grande velocità e struttura fisica.
Per le sue caratteristiche è stato spesso paragonato al connazionale Danny Welbeck.

## Carriera

### Club

#### Gli inizi, Arsenal e vari prestiti
Calcisticamente cresciuto nel settore giovanile dell'Arsenal, il 7 luglio 2015 firma il primo contratto da professionista.
Il 31 gennaio 2017 viene acquistato dal Charlton Athletic, mentre il 4 gennaio 2018 passa in prestito al Preston North End.

#### Juventus, Digione e Montpellier
Il 17 agosto 2018 viene ingaggiato a parametro zero dalla Juventus che lo aggrega alla Juventus U23. Con la squadra riserve della Juventus segna il suo primo gol il 26 agosto nel pareggio per 2-2 contro l'Albissola. Le buone prestazioni gli sono valse alcune convocazioni in prima squadra a partire da marzo 2019, ed il 13 aprile ha esordito in Serie A disputando l'incontro perso 2-1 contro la SPAL, divenendo il primo giocatore inglese dopo David Platt nel 1992 a giocare per la Juventus. A fine stagione la Juventus si laurea campione d'Italia.
Il 29 agosto 2019 è stato ceduto in prestito annuale al Digione. Fa il suo esordio il 2 settembre seguente contro l'Angers. Chiude la sua esperienza in Borgogna con 24 presenze e 5 reti.
Il 30 giugno 2020, dopo essere rientrato alla Juventus, viene ceduto a titolo definitivo al Montpellier per € 6,3 milioni. Lascia la squadra francese dopo tre stagioni, durante le quali ha raccolto 89 presenze 21 goal in campionato.

#### Leicester City
Il 31 luglio 2023 fa ritorno in patria, venendo acquistato dal Leicester City per circa 8 milioni di euro.

### Nazionale
Ha giocato nelle nazionali giovanili inglesi Under-17, Under-18, Under-19 ed Under-20.

## Statistiche

### Presenze e reti nei club
Statistiche aggiornate al 5 ottobre 2024.
| Stagione              | Squadra               | Campionato            | Campionato | Campionato | Coppe nazionali | Coppe nazionali | Coppe nazionali | Coppe continentali | Coppe continentali | Coppe continentali | Altre coppe | Altre coppe | Altre coppe | Totale | Totale |
| Stagione              | Squadra               | Comp                  | Pres       | Reti       | Comp            | Pres            | Reti            | Comp               | Pres               | Reti               | Comp        | Pres        | Reti        | Pres   | Reti   |
| --------------------- | --------------------- | --------------------- | ---------- | ---------- | --------------- | --------------- | --------------- | ------------------ | ------------------ | ------------------ | ----------- | ----------- | ----------- | ------ | ------ |
| gen.-giu. 2017        | Charlton              | FL1                   | 5          | 0          | FACup+CdL       | -               | -               | -                  | -                  | -                  | FLT         | -           | -           | 5      | 0      |
| 2017-gen. 2018        | Preston N.E.          | FLC                   | 10         | 0          | FACup+CdL       | 0+1             | 0               | -                  | -                  | -                  | -           | -           | -           | 11     | 0      |
| gen.-giu. 2018        | Charlton              | FL1                   | 12+2       | 2          | FACup+CdL       | -               | -               | -                  | -                  | -                  | FLT         | 1           | 0           | 15     | 2      |
| Totale Charlton       | Totale Charlton       | Totale Charlton       | 17+2       | 2          |                 | 0               | 0               |                    | -                  | -                  |             | 1           | 0           | 20     | 2      |
| 2018-2019             | Juventus              | A                     | 1          | 0          | CI              | -               | -               | UCL                | -                  | -                  | SI          | -           | -           | 1      | 0      |
| 2018-2019             | Juventus U23          | C                     | 32         | 6          | CI-C            | 2               | 1               | -                  | -                  | -                  | -           | -           | -           | 34     | 7      |
| lug.-ago. 2019        | Juventus U23          | C                     | 0          | 0          | CI-C            | 2               | 0               | -                  | -                  | -                  | -           | -           | -           | 2      | 0      |
| Totale Juventus U23   | Totale Juventus U23   | Totale Juventus U23   | 32         | 6          |                 | 4               | 1               |                    | -                  | -                  |             | -           | -           | 36     | 7      |
| ago. 2019-2020        | Digione               | L1                    | 24         | 5          | CF              | 4               | 3               | -                  | -                  | -                  | -           | -           | -           | 28     | 8      |
| 2020-2021             | Montpellier           | L1                    | 35         | 9          | CF              | 5               | 0               | -                  | -                  | -                  | -           | -           | -           | 40     | 9      |
| 2021-2022             | Montpellier           | L1                    | 30         | 8          | CF              | 1               | 0               | -                  | -                  | -                  | -           | -           | -           | 31     | 8      |
| 2022-2023             | Montpellier           | L1                    | 24         | 4          | CF              | 1               | 0               | -                  | -                  | -                  | -           | -           | -           | 25     | 4      |
| Totale Montpellier    | Totale Montpellier    | Totale Montpellier    | 89         | 21         |                 | 7               | 0               |                    | -                  | -                  |             | -           | -           | 96     | 19     |
| 2023-2024             | Leicester City        | FLC                   | 46         | 12         | FACup+CdL       | 1+1             | 1+0             | -                  | -                  | -                  | -           | -           | -           | 48     | 13     |
| 2024-2025             | Leicester City        | PL                    | 7          | 2          | FACup+CdL       | 0+1             | 0+1             | -                  | -                  | -                  | -           | -           | -           | 8      | 3      |
| Totale Leicester City | Totale Leicester City | Totale Leicester City | 53         | 14         |                 | 3               | 2               |                    | -                  | -                  |             | -           | -           | 56     | 16     |
| Totale carriera       | Totale carriera       | Totale carriera       | 226+2      | 48         |                 | 19              | 6               |                    | -                  | -                  |             | 1           | 0           | 248    | 54     |

## Palmares
- Supercoppa italiana: 1

Juventus: 2018
- Campionato italiano: 1

Juventus: 2018-2019
- Football League Championship: 1

Leicester City: 2023-2024